# Списак насељених острва у Хрватској
У хрватском делу Јадранског мора налази се 718 острва, 389 хрида и 78 гребена, што хрватски архипелаг чини највећим у Јадранском мору и другим по величини у Средоземном мору, након грчког архипелага.
Према подацима из 2021. године, од 718 острва, само 50 је насељено у смислу да бар једна особа живи на том острву. Неки извори указују да Хрватска има 67 насељених острва, рачунајући она која имају насеље, али је око 20 од њих изгубило све своје стално становништво услед пада броја становника на свим хрватским отоцима због недовољне економске активност.
Острва на Јадрану су била насељена барем од времена античке Грчке. На пример, Хвар је већ био насељен између 3500. пре нове ере и 2500. пре нове ере, а Дионисије I из Сиракузе је основао колонију на Хвару и Вису у IV веку пре нове ере. Комбинована острвска популација је достигла свој врхунац 1921. године, са 173.503 становника, а у наредним деценијама је опадала. Године 1981. било је становника на нивоу пре 1850-их година. Тренд депопулације је преокренут тек 1990-их, када је попис из 2001. године забележио популацију од 122.418, у односу на 110.953 колико их је било 1991. године.
Међутим, подаци из 2021. године показују пад укупног броја становништва. Према тим подацима, на острвима је живело 120.437 особа. Највише, њих 19.916 живело је на острву Крк.
Главне индустрије на острвима су пољопривреда, риболов и туризам. Пољопривреда острва је првенствено посвећена виноградарству и маслинарству. Локална економија је релативно неразвијена, а трошкови живота су за 10 до 30% већи него на копну, па хрватска влада својим Законом о острвима (хрв. Zakon o otocima) пружа разне врсте подршке и заштите како би стимулирала економија острва, укључујући ненаплаћивање путарине на мостовима и обезбеђивање снижених или бесплатних карата за трајект за острвљане.

## Острва
|  | 0 to 10/km2    |
|  | 10 to 50/km2   |
|  | 50 to 100/km2  |
|  | 100 to 150/km2 |
|  | >150/km2       |

| Бр. | Острво               | Жупанија              | Популација | Површина (у km2) | Густина насељености (/km2) |
| --- | -------------------- | --------------------- | ---------- | ---------------- | -------------------------- |
| 1   | Крк                  | Приморје-Горски Котар | 19916      | 405.78           | 49.08                      |
| 2   | Корчула              | Дубровник-Неретва     | 14594      | 276.03           | 52.87                      |
| 3   | Брач                 | Сплит-Далмација       | 13825      | 394.57           | 35.04                      |
| 4   | Хвар                 | Сплит-Далмација       | 10678      | 299.66           | 35.63                      |
| 5   | Раб                  | Приморје-Горски Котар | 8339       | 90.84            | 91.80                      |
| 6   | Паг                  | Лика-Сењ и Задар      | 8268       | 284.56           | 29.06                      |
| 7   | Лошињ                | Приморје-Горски Котар | 7087       | 74.68            | 94.90                      |
| 8   | Угљан                | Задар                 | 5666       | 50.21            | 112.85                     |
| 9   | Чиово                | Сплит-Далмација       | 5257       | 28.8             | 182.53                     |
| 10  | Муртер               | Шибеник-Книн          | 4628       | 18.6             | 248.82                     |
| 11  | Вис                  | Сплит-Далмација       | 3287       | 90.26            | 36.42                      |
| 12  | Вир                  | Задар                 | 3045       | 22.38            | 136.06                     |
| 13  | Пашман               | Задар                 | 2884       | 63.34            | 45.53                      |
| 14  | Црес                 | Приморје-Горски Котар | 2849       | 405.78           | 7.02                       |
| 15  | Шолта                | Сплит-Далмација       | 1975       | 58.98            | 33.49                      |
| 16  | Дуги Отох            | Задар                 | 1691       | 114.44           | 14.78                      |
| 17  | Мљет                 | Дубровник-Неретва     | 1062       | 100.41           | 10.58                      |
| 18  | Ластово              | Дубровник-Неретва     | 747        | 46.87            | 15.94                      |
| 19  | Иж                   | Задар                 | 516        | 17.59            | 29.33                      |
| 20  | Шипан                | Дубровник-Неретва     | 476        | 15.81            | 30.11                      |
| 21  | Првић                | Шибеник-Книн          | 400        | 2.37             | 168.78                     |
| 22  | Силба                | Задар                 | 344        | 14.98            | 22.96                      |
| 23  | Зларин               | Шибеник-Книн          | 293        | 8.19             | 35.78                      |
| 24  | Лопуд                | Дубровник-Неретва     | 278        | 4.63             | 60.04                      |
| 25  | Колочеп              | Дубровник-Неретва     | 231        | 2.4              | 96.25                      |
| 26  | Вргада               | Задар                 | 209        | 3.7              | 56.49                      |
| 27  | Молат                | Задар                 | 190        | 22.82            | 8.33                       |
| 28  | Каприје              | Шибеник-Книн          | 186        | 6.97             | 26.69                      |
| 29  | Дрвеник Вели         | Сплит-Далмација       | 170        | 12.07            | 14.08                      |
| 30  | Крапан               | Шибеник-Книн          | 166        | 0.36             | 461.11                     |
| 31  | Жирје                | Шибеник-Книн          | 147        | 15.06            | 9.76                       |
| 32  | Ист                  | Задар                 | 146        | 9.7              | 15.05                      |
| 33  | Сусак                | Приморје-Горски Котар | 139        | 3.8              | 36.58                      |
| 34  | Дрвеник Мали         | Сплит-Далмација       | 119        | 3.3              | 36.06                      |
| 35  | Олиб                 | Задар                 | 117        | 26.09            | 4.48                       |
| 36  | Иловик               | Приморје-Горски Котар | 106        | 5.2              | 20.38                      |
| 37  | Рава                 | Задар                 | 67         | 3.6              | 18.61                      |
| 38  | Уније                | Приморје-Горски Котар | 66         | 16.92            | 3.90                       |
| 39  | Премуда              | Задар                 | 65         | 9.25             | 7.03                       |
| 40  | Зверинац             | Задар                 | 55         | 4.2              | 13.10                      |
| 41  | Сеструњ              | Задар                 | 45         | 15.03            | 2.99                       |
| 42  | Ошљак                | Задар                 | 35         | 0.3              | 116.67                     |
| 43  | Бишево               | Сплит-Далмација       | 23         | 5.8              | 3.97                       |
| 44  | Ривањ                | Задар                 | 23         | 4.4              | 5.23                       |
| 45  | Корнат               | Шибеник-Книн          | 14         | 32.3             | 0.43                       |
| 46  | Бабац                |                       | 4          | 787.24           | 0.01                       |
| 47  | Веле Сракане         | Приморје-Горски Котар | 4          | 1.15             | 3.48                       |
| 48  | Мале Сракане         | Приморје-Горски Котар | 2          | 0.61             | 3.28                       |
| 49  | Светац / Св. Андрија | Светац / Св. Андрија  | 2          | 4.19             | 2.095                      |
| 50  | Сушац                |                       | 1          | 4.02             | 4.02                       |